# Клуб 1789 года
Клуб 1789 года (фр. Club de 1789) — французский политический клуб времён Революции; основан наиболее умеренными членами Общества друзей конституции, ставшего позднее Клубом якобинцев. Самый влиятельный политический кружок после якобинцев.
Первыми членами его были аббат Сийес, мэр города Парижа Байи, начальник национальной гвардии Лафайет, депутат Ренна Ле Шапелье, Мирабо, остававшийся в то же время в Клубе друзей конституции, и Ларошфуко (фр. Dominique de La Rochefoucauld), бывший прежде президентом парижских избирателей.
Клуб 1789 отстаивал все правительственные проекты; он не имел никакого влияния на народ, который знал, что туда проникло много клерикальных и аристократических элементов. Клуб занимал великолепные апартаменты в Пале-Рояль; в окнах его часто показывались народу Лафайет, Байи и их друзья. Здесь устраивались банкеты для депутатов, не живших в Париже.
Клуб 1789 распался, когда исчезла популярность его основателей; но вместо него был основан Клуб фельянов, в состав которого вошли некоторые члены из Клуба 1789.